# توخوو
توخوو (به لاتین: Tuchowo) یک منطقهٔ مسکونی در لهستان است که در Gmina Strzegowo واقع شده‌است.